# Shining Star (chanson de Yui Sakakibara)
Pour les articles homonymes, voir Shining Star.
Singles de Yui Sakakibara
Soshite Boku wa... / Rise
(2007) Katayoku no Icarus
(2008)
Shining Star est le 9e single de Yui Sakakibara sorti sous le label LOVE×TRAX Office le 25 octobre 2007 au Japon. Il arrive 104e à l'Oricon, il reste classé une semaine pour un total de 924 exemplaires vendus.
Shining Star a été utilisé comme 2e thème d'ouverture pour l'anime Itsuka, Todoku, Ano Sora ni.

## Liste des titres
Toutes les paroles sont écrites par Yui Sakakibara.
| 1. | Shining Star                | Shiranui Tsubasa | 4:03 |
| 2. | Shining Star (Instrumental) | Shiranui Tsubasa | 3:58 |